# Геринг, Вильгельм
Вильгельм Герхард Геринг (нем. Wilhelm Gerhard Gehring; 14 января 1901, Оснабрюк, Германская империя — 24 января 1948, Краков, ПНР) — гауптшарфюрер СС, сотрудника ряда нацистских концлагерей, в том числе концлагеря Освенцим.

## Биография
Вильгельм Геринг родился 14 января 1901 года. По профессии был слесарем. 1 мая 1933 года вступил в НСДАП (билет № 1850129). В 1934 году был зачислен в ряды СС. С 1936 по 1941 год служил в концлагере Заксенхаузен и в то же время с 1939 по 1941 год работал в филиале в Вевельсбурге.
В январе 1942 года был переведён в концлагерь Освенцим, где изначально служил в штабе комендатуры. С конца марта 1942 был надзирателем в Блоке 11 главного лагеря, где находилась лагерная тюрьма. Кроме того, он принадлежал к тем эсэсовцам, которые расстреливали заключённых у «чёрной стенки». С 1944 года был блокфюрером в концлагере Мановиц. 18 июля 1944 года сменил Йозефа Реммеле в качестве начальника лагеря Айнтрахтхютте, который являлся филиалом концлагеря Освенцим. Геринг оставался на этой должности до января 1945 года.
После окончания войны Геринг предстал перед Верховным национальным трибуналом Польши и на Первом Освенцимском процессе 22 декабря 1947 года был приговорён к смертной казни через повешение. Согласно приговору, он так сильно избивал заключённых, что «иногда его жертв было необходимо доставить прямо в морг». 24 января 1948 года приговор был приведён в исполнение в тюрьме Монтелюпих.